# Нехай він залишиться з вами
«Нехай він залишиться з вами» («Пусть он останется с нами») — радянський художній фільм 1974 року, знятий режисером Іриною Тарковською на Кіностудії ім. М. Горького.

## Сюжет
Після того, як померла мати, одинадцятирічний Тіма живе з бабусею та батьком, полковником міліції Таїровим. Оточений турботою, хлопчик проте потребує справжньої дружби з батьком. Одного разу в будинку Таїрова з'явився тигр, що втік із цирку. Батько, що розгубився, хотів пульнути у звіра, але хлопчик зумів захистити свого нового друга. І тоді батько зрозумів, що його син давно виріс і, мабуть, тільки з ним можна спокійно повернути звіра до цирку.

## У ролях
- Гега Кобахідзе — Тіма
- Тенгіз Арчвадзе — Таїров, батько Тіми
- Віра Головіна — бабуся Тіми
- Таня Батракова — Олена
- Роман Мадянов — Дімка
- Петро Черкашин — Вова
- Валентин Богданов — роль другого плану
- Юрій Гусєв — В'ячеслав Казанцев
- Геннадій Нілов — тато
- Віра Петрова — мама
- Е. Дятлов — роль другого плану
- Валерій Мишастий — роль другого плану
- Тамара Яренко — епізод

## Знімальна група
- Режисер — Ірина Тарковська
- Сценарист — Максуд Ібрагімбеков
- Оператор — Ауреліюс Яцинявічюс
- Композитор — Полад Бюльбюльогли
- Художник — Сергій Серебреников